# Abel Poyaud
Abel Poyaud (31 mars 1884 à Bernay - 1er septembre 1950 à Surgères) est un industriel et le fondateur d'une importante entreprise de fabrication de moteurs dans sa ville d'adoption. Après avoir fabriqué des moteurs à essence, il s'est tourné vers les moteurs à huile lourde, mettant notamment au point, en 1945, le moteur Diesel quatre temps de 20 ch par cylindre.

## Un industriel inventif et précurseur

### Des origines liées au développement de l’industrie laitière à Surgères
Né à Bernay en 1884, Abel Poyaud est contemporain du développement à Surgères de l'industrie laitière dans les Charentes. Cette « révolution agricole » a en effet été suscitée, à partir de 1888, par Eugène Biraud, un autre « enfant du pays », considéré comme le « père de la coopération laitière en France ». 
Les jeunes années d'Abel Poyaud s’inscrivent ainsi dans le contexte local d'une industrie laitière naissante, nécessitant la recherche et le perfectionnement technique pour l’amélioration des machines et de leur rendement. C'est ainsi que, dès l'âge de 14 ans, Abel Poyaud « développe un penchant pour la mécanique » et entre en apprentissage dans une fonderie de métaux de Surgères.
En 1900, il est un jeune mécanicien de formation mais, désireux de parfaire ses connaissances techniques, il adhère au compagnonnage et entreprend un « Tour de France » de 1901 à 1905.
Après avoir effectué son service militaire qu’il achève en 1908, il part pour deux années à Paris où, employé dans une usine, il exerce la fonction de monteur-mécanicien. Ce séjour dans la capitale, particulièrement formateur, aura des incidences durables pour l’avenir professionnel du jeune homme car il n’a que 25 ans quand il revient au pays.
À la fin de l’année 1909, Abel Poyaud s’installe définitivement à Surgères et se met à son compte en ouvrant en 1910 un atelier, rue Paul Bert, dans le centre-ville de Surgères, où il fabrique son premier moteur à essence. C’est dans cette entreprise industrielle qu’avec huit autres ouvriers, il conçoit et vend ses moteurs à essence de 3 à 10 ch, destinés à l’industrie laitière alors en plein essor et aussi aux minoteries de la région. Les Moteurs Poyaud, fabriqués en série, connaissent un certain succès et sont également employés pour les pétrins de boulangerie mais aussi pour les moto-pompes d’arrosage et pour les machines à bois .
Lorsque survient la Première Guerre mondiale, Abel Poyaud est mobilisé et l’usine de Surgères tourne au ralenti. Affecté en usine d'armement en 1915, il est désigné pour être contremaître chez « Pied et Peter » pour la réalisation de pièces et montage de moteurs pour l’artillerie lourde.

### Essor de l’usine Poyaud dans l’entre-deux-guerres
En octobre 1918, il fonde avec deux associés — dont la « Société Ardennaise d’Outillage et Constructions Mécaniques » repliée de Mézières, la Société Surgérienne de Construction Mécanique (SSCM).
Cette entreprise industrielle va connaître un succès décisif et « fera les beaux jours de Surgères ». Elle se spécialise dès lors dans la réalisation de moteurs à essence de 1,5 à 15 ch et approvisionne les bâtiments de la marine marchande ainsi que les bateaux de la pêche artisanale.
Les locaux du premier atelier de fabrication, situés en centre-ville, étant devenus trop exigus, un agrandissement des installations s’était avéré indispensable pour faire face à la demande sans cesse croissante. C’est ainsi qu’en 1918, une nouvelle usine est édifiée près de la gare en un bâtiment de 1 100 m2 où s’activent 45 ouvriers.
En 1927, l’usine est à un tournant technologique important avec la fabrication nouvelle de moteurs semi-Diesel et Diesel toujours orientés vers la marine marchande (propulsion ou auxiliaire de bord). En effet, Abel Poyaud qui « constate les limites en puissance des moteurs à essence » commence à s’intéresser de plus près aux moteurs à huile lourde. Il s’associe avec un technicien suisse, et mettent au point des moteurs Diesel deux temps de 5 à 40 ch alors que survient la Seconde Guerre mondiale qui met un coup d’arrêt momentané à la production mais non à la recherche. 
En effet, en 1942, Abel Poyaud fait appel à un ingénieur des usines Renault, et ensemble, ils réalisent un moteur de grande puissance, le moteur Diesel quatre temps, d'une puissance de 20 ch par cylindre. Ce prototype est fabriqué en série dans l’usine de Surgères à partir de 1945.

### Succès du moteur Diesel quatre temps
Ce moteur Diesel connaît rapidement un grand succès et est commercialisé dès 1945. Ce moteur, décliné jusqu’à 1 500 ch, pourvoit alors à la motorisation de tracteurs routiers et d'engins ferroviaires, locomotives et autorails, entraine des groupes électrogènes et continue d’équiper les bâtiments de la marine marchande. 
L’entreprise accroît rapidement sa production et nécessite alors de nouveaux agrandissements. Des ateliers modernes sont créés en 1948 dans le terrain à côté de l’usine située sur l’avenue de la Gare ; ils seront encore de nouveau agrandis jusqu’en 1970.
C’est dans cette période de forte prospérité industrielle et d’effervescence économique que décède Abel Poyaud en 1950, année « où la SSCM et la ville de Surgères sont durement touchés par sa disparition. La société marquera un léger pas et la ville lui dédiera une rue […] à son nom. En souvenir du père-créateur de la société, les moteurs produits par la SSCM continueront de porter son nom : Moteurs Poyaud ».

### Distinctions
Après son décès survenu à l'âge de 66 ans, la municipalité de Surgères lui dédie le nom d'une rue qui fut inaugurée le 2 juin 1957, près de l'usine qu'il avait fait construire en 1918 face à la gare.

## Pour approfondir